# 赤岗塔
23°6′15.16″N 113°19′2.34″E / 23.1042111°N 113.3173167°E
赤岗塔位于中国广东省广州市海珠区赤岗街道新鸿社区，是一座明代楼阁式砖塔。1989年12月公布为广州市文物保护单位。2022年7月公布为广东省文物保护单位。
明万历四十七年（1619年）直指王命璇倡建，修建近半因经费不足停工，天启年间尚书李待问续建而成。赤岗塔建在红砂岩山岗上，平面八角，外观九层，内十七层，高48.9米。塔基用红砂岩条石砌成，边长5.5米，高1米，各角的力士形象为西方人士。塔身为穿壁绕平座式，各层以菱角牙砖和挑檐砖相间叠涩出檐。
赤岗塔邻近广州塔，广州地铁3号线和APM线的广州塔站也曾以其命名，现时新的12号线赤岗塔站也沿用此命名。